# Syneches dichogenus
Syneches dichogenus är en tvåvingeart som beskrevs av Axel Leonard Melander 1927. Syneches dichogenus ingår i släktet Syneches och familjen puckeldansflugor. Inga underarter finns listade i Catalogue of Life.